# Kalemegdan

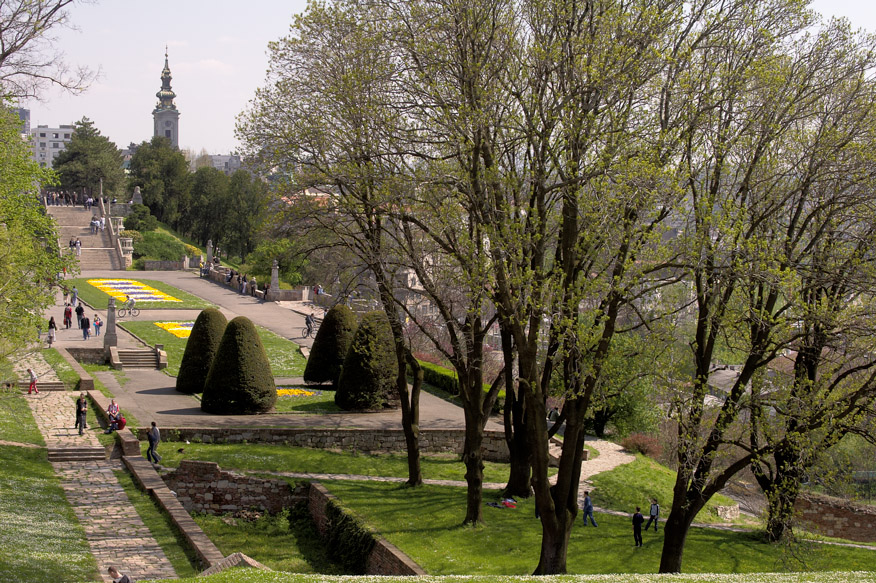
park Kalemegdan

Kalemegdan je největší z parků v Bělehradu, hlavním městě Srbska.
Jedná se také o nejvýznamnější kulturně-historický komplex, ve kterém dominuje Bělehradská pevnost nacházející se nad ústím Sávy do Dunaje. Jméno Kalemegdan se původně vztahovalo jen na prostory v okolí pevnosti, ty však byly v 80. letech 19. století při rozsáhlých proměnách Bělehradu přebudovány na rozsáhlý park. Původně se jednalo o významné místo z hlediska vojenství, soustředily se zde vojenské síly připravující se k útoku na pevnost. Název parku pochází z turečtiny a je spojením dvou slov - kale (pevnost) a megdan (bitva). Turci nazývali Kalemegdan také jako Fićir-bajir, což znamená "břeh pro zamyšlení".
Budování parku začalo po předání pevnosti srbské správě roku 1867. Plán parku vytvořil první bělehradský urbanista Emilijan Josimović. Mezi lety 1873 a 1875 byly vysázeny stromy a celá pláň se rychle zazelenala.
Systematické úpravy Kalemegdanu byly zahájeny roku 1890, kdy vojenská správa předala park bělehradské opštině. Tehdejší předseda opštiny Nikola Pašić schválil půjčku ve výši 10 000 dinárů na potřebné práce. Roku 1905 se přistoupilo k rozšíření parku zřízením Malého Kalemegdanu, který se rozprostíral od pavilonu "Cvijeta Zuzorić" až k zoologické zahradě.